# Nabelschnur

Embryo in utero. Die Nabelschnur ist farblich markiert.

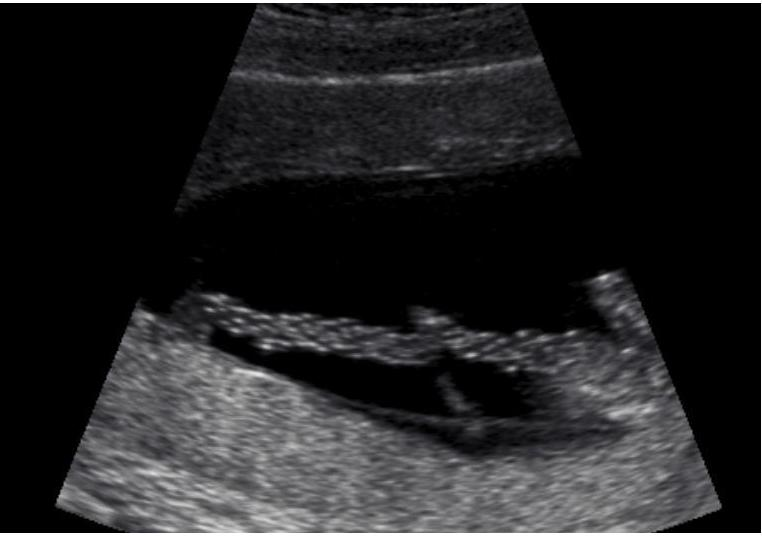
Nabelschnur im Ultraschall

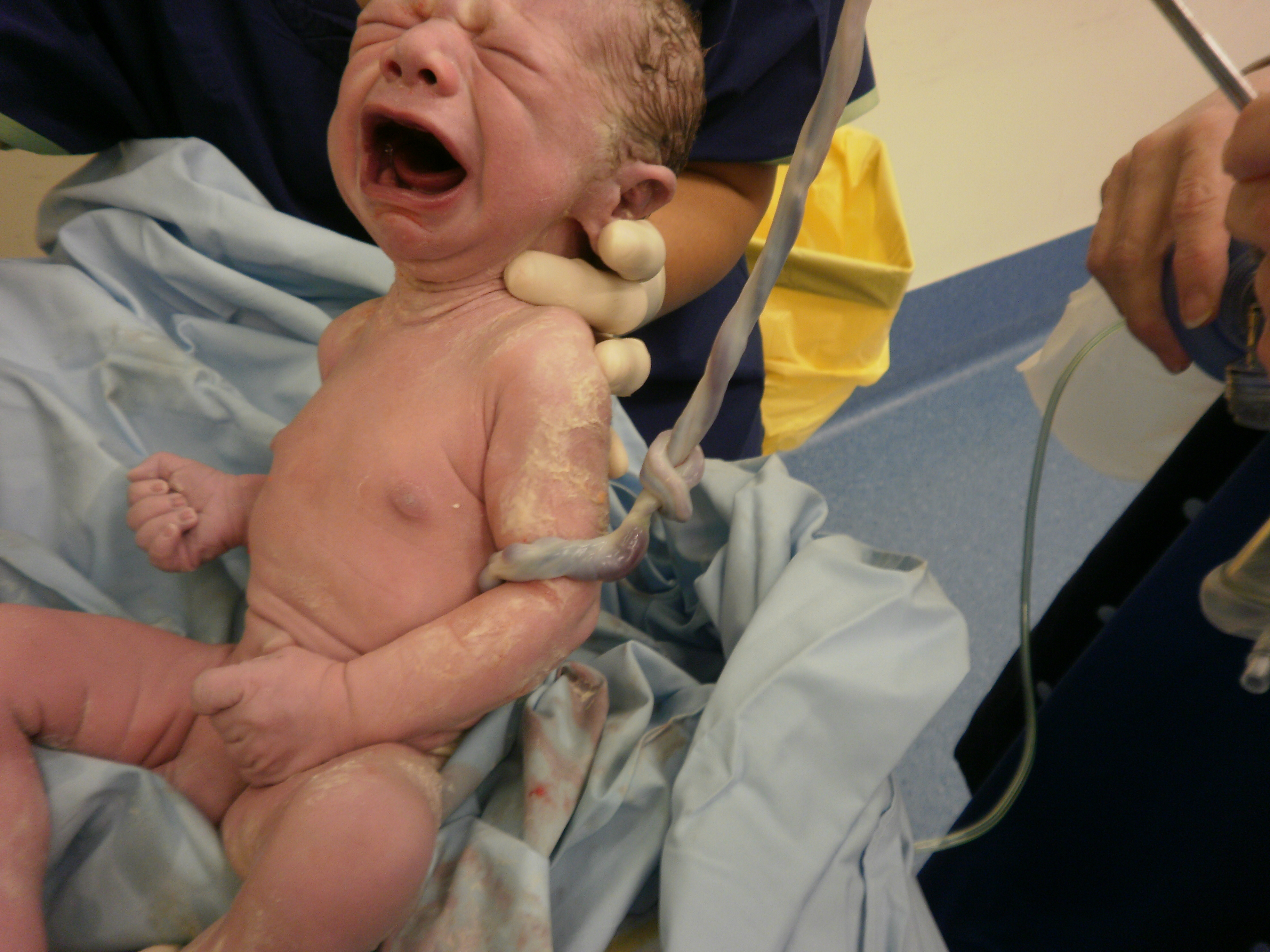
Verknotete Nabelschnur

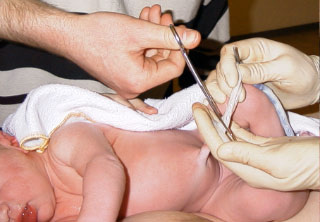
Durchtrennung der Nabelschnur.

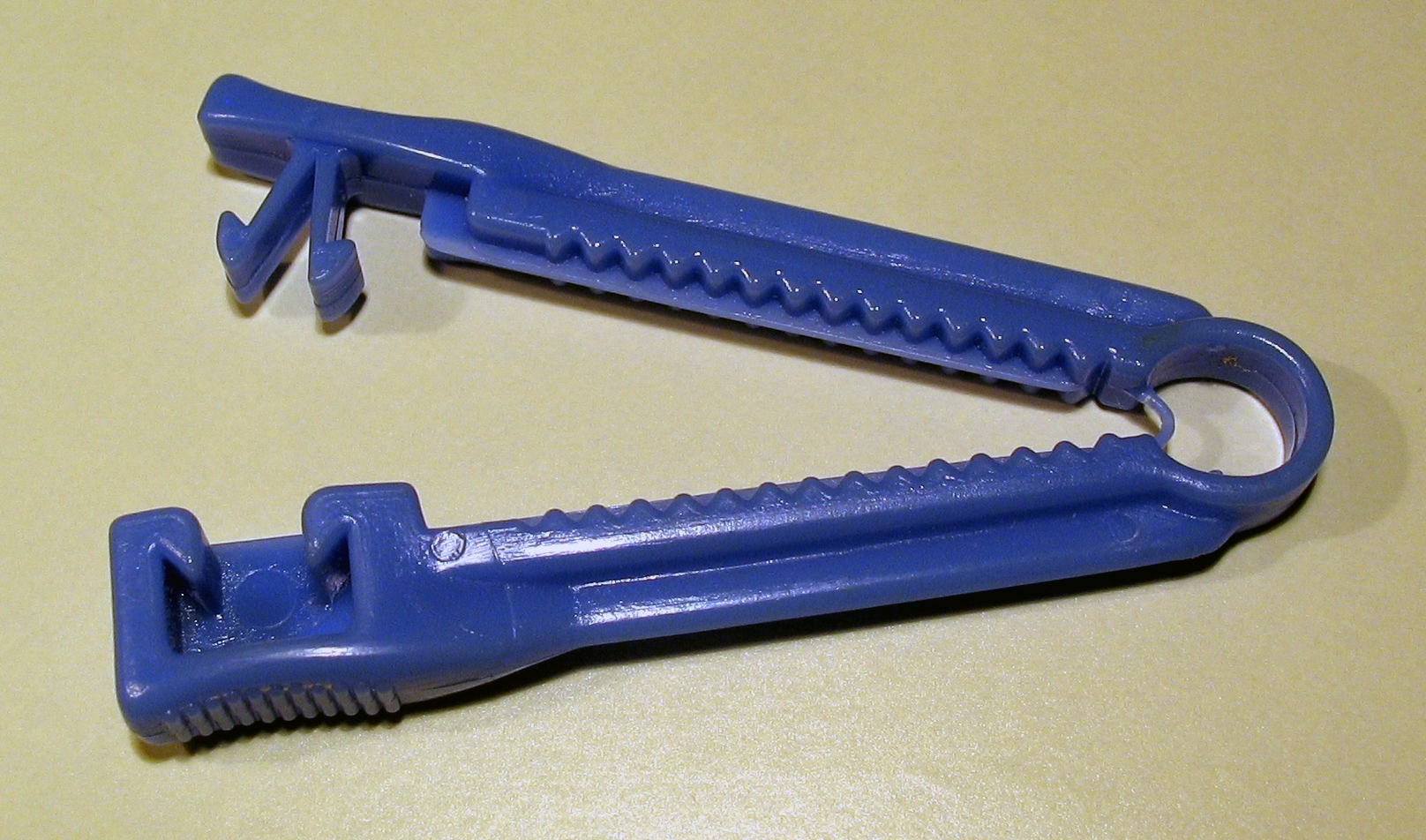
Nabelklemme

Die Nabelschnur, anatomisch Funiculus umbilicalis genannt, verbindet den Embryo beziehungsweise Fetus mit der Plazenta im Mutterleib von Plazentatieren, wozu außer Kloakentieren und Beuteltieren die meisten heutigen Säugetierarten zählen wie der Mensch. In den Nabelschnurgefäßen fließt beim fetalen Blutkreislauf das Blut arteriell zu und venös zurück von der Plazenta, wo entsorgend besonders Kohlenstoffdioxid sowie versorgend Nährstoffe und Sauerstoff mit dem Blutkreislauf des Muttertieres bzw. der Schwangeren ausgetauscht werden.

## Aufbau und Funktion
Die menschliche Nabelschnur ist bei einem Reifgeborenen etwa 50–60 Zentimeter lang, 1,5–2 Zentimeter im Durchmesser, meist spiralig gewunden und vom Amnion umgeben. Sie enthält anfänglich vier Blutgefäße, von denen sich die rechte Nabelschnurvene zwischen dem 28. und 32. Tag der Embryonalentwicklung zurückbildet. Danach verfügt die Nabelschnur in der Regel über drei Gefäße, zwei Nabelarterien (Arteriae umbilicales), die kohlenstoffdioxidreiches und nährstoffarmes Blut vom Kind zur Plazenta leiten, und eine Nabelvene (Vena umbilicalis), die Blut von der Plazenta zum Kind leitet. Typisch für die Nabelschnur ist das gallertige Bindegewebe, das einerseits für die notwendige Flexibilität verantwortlich ist und gleichzeitig vor einem Abknicken bei Biegebelastungen schützt. Es besteht aus feinen Kollagenen, wenigen Fibroblasten und großen Mengen an wasserbindenden Hyaluronen (Wharton-Sulze).
Ist nur eine Nabelarterie nachweisbar, spricht man von singulärer Umbilikalarterie. Eine solche Nabelschnur mit zwei statt drei Gefäßen tritt beim Menschen als seltene Variante auf (circa ein Prozent); hierbei ist das statistische Risiko einer Fehlbildung an anderen Organen um den Faktor 1,3–1,6 erhöht. Auch kurze Nabelschnüre gehen mit einem erhöhten Risiko von Fehlbildungen einher; beispielsweise können die Bewegungen des Föten reduziert sein infolge von Störungen des zentralen Nervensystems oder der Muskulatur. Bei langen Nabelschnüren ist das Risiko für einen Knoten oder ein Vorfallen der Nabelschnur erhöht.

## Abnabelung nach Geburt
Bei der medizinisch begleiteten Geburt eines Menschen wird die Nabelschnur zumeist abgebunden oder – mit einer Nabelschnurklemme – abgeklemmt und danach durchtrennt. Hierfür können unterschiedliche Zeitpunkte der sogenannten Abnabelung gewählt werden. Bei den meisten Tieren durchbeißt das Muttertier die Nabelschnur, oder sie reißt von alleine ab. Nach Abfallen des eingetrockneten Nabelschnurrests – etwa nach drei bis zehn Tagen – entsteht eine Narbe in der Mitte des Bauchs, verheilt der Bauchnabel.
Wird auf das Abfallen der Nabelschnur mit noch anhängender Nachgeburt gewartet, spricht man auch von Lotus-Geburt.
Für den neugeborenen Menschen schmerzfrei kann Blut aus der unempfindlichen Nabelschnur entnommen werden. Aus dem Nabelschnurblut können Nabelschnurblutstammzellen gewonnen werden.

## Komplikationen
In der Schwangerschaft sowie unter der Geburt kann es zu sogenannten Nabelschnurkomplikationen kommen wie Nabelschnurumschlingung, Nabelschnurverdrehung, Nabelschnurknoten oder Nabelschnurvorfall. Auch ist eine Omphalozele als Nabelschnurbruch oder Nabelschnurhernie möglich.
Eine Nabelschnurblutung kann Hinweis auf eine Gerinnungsstörung beispielsweise Afribrinogenämie sein.

## Sonstiges
Mit übertragenem Wortgebrauch werden in der Technik besondere Versorgungsschläuche oder -kabel umbilical cable (englisch für „Nabelschnurkabel“) genannt. Diese werden zum Beispiel in der Raumfahrt bei der Betankung von Raketen eingesetzt, oder sie verbinden den Raumanzug eines Astronautens mit den Lebenserhaltungssystemen während einer Außenboardaktivität im Weltraum oder dienen der Luftversorgung eines Tauchers beim Nabelschnurtauchen.